# Oedonia
Oedonia é um gênero de mariposa pertencente à família Acrolophidae.